# Bullet from a Gun
Bullet from a Gun è un singolo del rapper britannico Skepta, pubblicato il 9 maggio 2019 come secondo estratto da Ignorance Is Bliss.

## Tracce
1. Bullet from a Gun – 2:51

## Classifiche
| Classifica (2018)         | Posizione massima |
| ------------------------- | ----------------- |
| UK Official Singles Chart | 32                |
| UK R&B                    | 13                |
| Irlanda (IRMA)            | 61                |
| Nuova Zelanda (RMNZ)      | 23                |